# Marciano Armaketo
Marciano Edgar (Marciano) Armaketo is een Surinaams diplomaat. Sinds 2018 is hij ambassadeur in Cuba.

## Biografie
Marciano Armaketo was op jonge leeftijd actief in de politiek en werd voor de periode van 2004 tot 2007 gekozen in het nieuw opgerichte Nationaal Jeugdparlement. Het jeugdparlement verkoos hem vervolgens tot plaatsvervangend ondervoorzitter, naast Melvin Bouva (voorzitter) en Mitesh Bhaggoe (ondervoorzitter).
Armaketo trad in dienst van het ministerie van Buitenlandse Zaken. Op 8 oktober 2018 was hij een van de vier nieuwe benoemingen tot ambassadeur door president Desi Bouterse en werd hij afgevaardigd naar Cuba, waar hij op 21 november zijn geloofsbrieven overhandigde aan de Cubaanse president Miguel Díaz-Canel. In juli 2019 vertegenwoordigde hij Suriname bij de Unie van Zuid-Amerikaanse Naties (UNASUR).